# Ken Griffey jr.

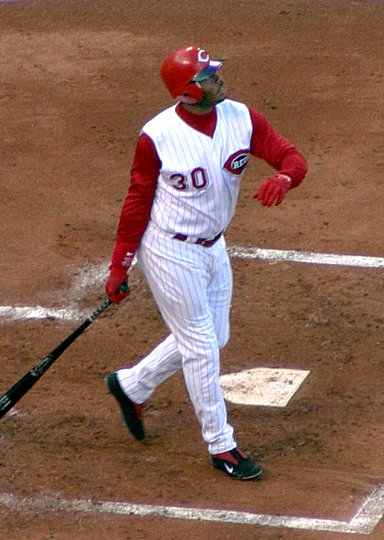
Ken Griffey jr.

George Kenneth (Ken) Griffey jr. (Donora, 21 november 1969) is een Amerikaans voormalig honkbalspeler in de Major League Baseball.
- Library of Congress Control Number: n91062187
- Virtual International Authority File: 58257468
- WorldCat: E39PBJycJVxtKrjp9TdRgWwV4q